# 静岡県道111号遠笠山富戸線

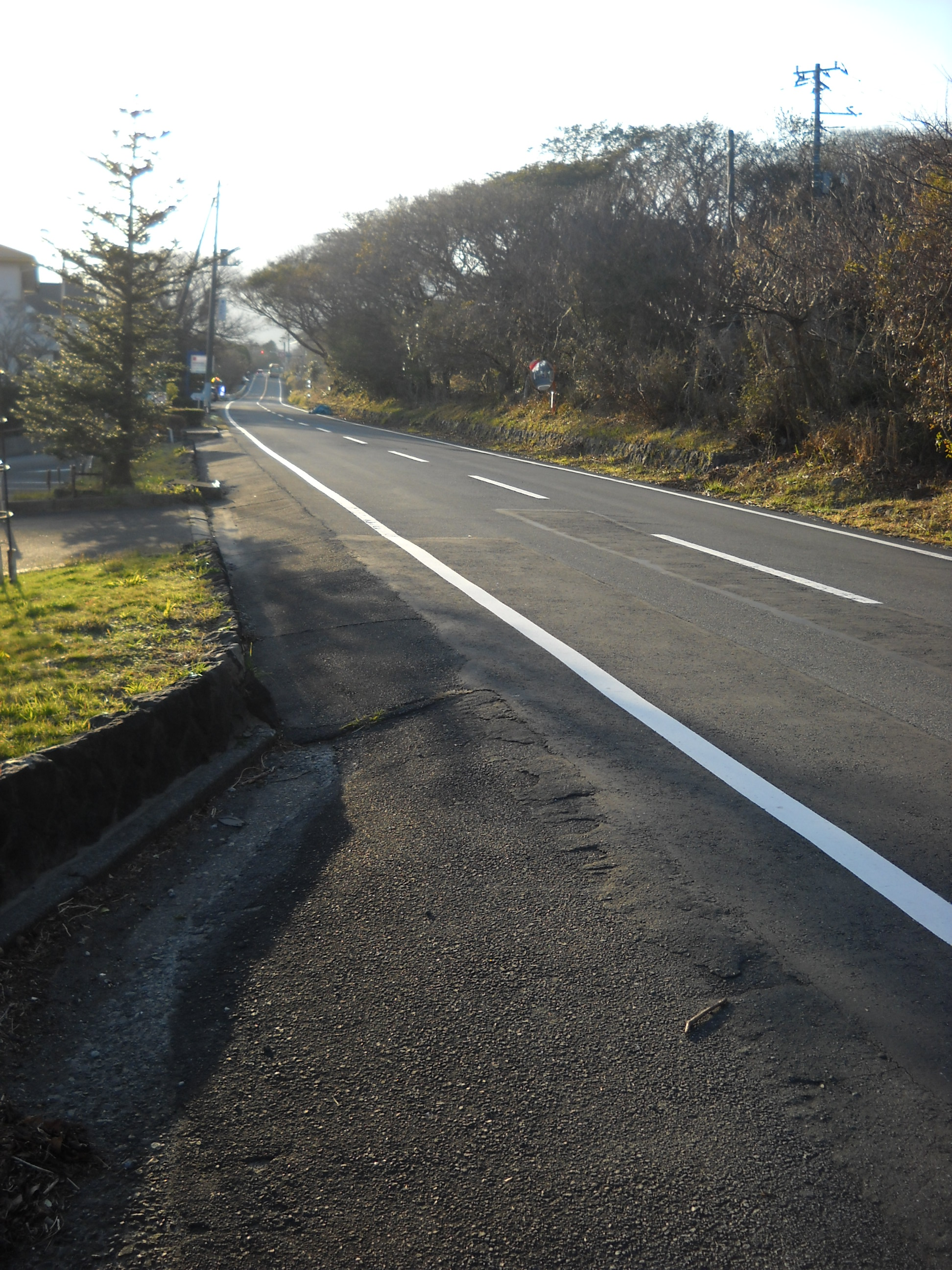
大室高原付近より起点方向を望む

静岡県道111号遠笠山富戸線（しずおかけんどう111ごう とおがさやまふとせん）は、静岡県伊豆市および伊東市を通る県道である。当初は日本道路公団が管理する有料道路の「遠笠山道路」であったが、現在では無料開放され、伊東市から天城高原へのアクセス路となっている。

## 路線データ
- 起点 : 伊豆市菅引[2]（「天城高原ゴルフコース」と書かれた看板と、道路両側に石積みの門柱がある地点）
- 終点 : 伊東市富戸[2]

## 歴史
- 1958年（昭和33年）6月27日 - 県道認定[2]。
- 1958年（昭和33年）8月28日 - 日本道路公団により新設工事開始[3]。
- 1959年（昭和34年）12月21日 - 伊東市池字小矢筈から伊東市富戸字奈尾までの間の工事完了[4]。
- 1960年（昭和35年）1月1日 - 上記工事完了区間を有料道路遠笠山道路の一部線として料金徴収を開始し、徴収期間は1984年（昭和59年）12月31日までとする[5]。
- 1960年（昭和35年）4月6日 - 田方郡中伊豆町冷川字大幡野から伊東市池字小矢筈までの間の工事完了[6]。
- 1960年（昭和35年）4月20日 - 上記工事完了区間を、有料道路「遠笠山道路」に追加する[7]。
- 1960年（昭和35年）12月3日 - 田方郡中伊豆町冷川から同町菅引までの間の工事が完了し、遠笠山道路の新設工事が全部完了する[8]。総工費は4.2億円[1]。
- 1960年（昭和35年）12月17日 - 上記工事完了区間を、有料道路「遠笠山道路」に追加する[9]。
- 1985年（昭和60年）7月12日 - 料金徴収期間を1985年（昭和60年）7月31日までへ変更する[10]。
- 1985年（昭和60年）8月1日 - 無料化開放[10]。

## 地理

### 交差する道路
- 国道135号